# 이베르동레뱅역
이베르동레뱅역(프랑스어: Gare d'Yverdon-les-Bains)은 스위스 보주의 이베르동레뱅에 있는 기차역이다. 이 노선은 스위스 연방 철도의 표준궤 프리부르-이베르동선 및 쥐라풋선과 트라비의 1,000 mm 궤간 이베르동-생크루아선의 교차점에 위치해 있다.

## 운행편
2021년 12월 시간표 변경에 따라 이베르동레뱅에서 다음 서비스가 정차한다.
- 인터시티 : 로잔 및 제네바 공항까지 매시간 운행, 취리히 중앙까지 30분 운행 다른 모든 열차는 취리히에서 로르샤흐까지 계속된다.
- 레기오 :
  - 30분마다 생크루아까지 운행한다.
  - 뇌샤텔까지 러시아워 서비스.
- RER 보 S1 / S5 : 그랑송 및 로잔까지 30분 운행, 베 (주중) 또는 에이글 (주말)까지 매시간 운행 에이글 또는 베에서 생모리스까지 제한된 서비스.
- RER 프리부르 S30 : 프리부르 행 30분 운행.